# MyBoox
MyBoox est une ancienne application web de catalogage social et une base de données francophone de livres dont la vocation était d'enregistrer et de partager des bibliothèques personnelles et de communiquer à partir de listes de livres. Lancé en 2009, le site est devenu le site grand public des éditeurs du groupe Hachette Livre à partir de juin 2015, avant de disparaître en devenant le site Hachette.fr en 2017.

## Structure fonctionnelle
MyBoox propose des comptes rendus littéraires et résumés de livres en fonction de réseaux thématiques définis, ainsi que des fiches détaillées sur les auteurs. Les grands domaines thématiques retenus sont : vie pratique, romans, polars et thriller, SF, poésie et théâtre, BD, manga, humour, jeunesse, culture et société, loisirs.
Les abonnés forment une communauté qui leur permet d'échanger leurs vues sur les livres et leurs bibliothèques en ligne.

## Fonctionnalités offertes pour le grand public
Le site MyBoox présente une dualité d'instances de notation des livres : en effet, pour chaque livre, une note peut être décidée par l'ensemble du club de lecture (résultant de la moyenne des notes données par les membres dits « ordinaires », composant ce club de lecture), exprimée sous forme de cœurs, et une seconde note peut être attribuée — mais pas toujours — par les membres dits « officiels », membres que leur ancienneté et l'expérience du site ont distingués par l'obtention de ce statut officiel, la note moyenne se trouvant cette fois exprimée sous forme d'étoiles dorées ; les membres ainsi choisis comme membres officiels par le site, chaque année, peuvent, pendant un an, commander gratuitement les livres qu'ils désirent.

## Polémique
Lancé sur le web dans la discrétion, sinon la défiance, le site n'a pas tardé à se retrouver au cœur d'un problème de neutralité, soulevé par la presse littéraire, MyBoox étant un site de partage de lecture lancé par un éditeur... David Pavie, directeur général de MyBoox et ancien directeur éditorial chez Havas, a répondu aux critiques émergentes que les membres « choisissent, et pas seulement dans le catalogue Hachette », l'intérêt demeurant que, pour le groupe, soit gardé le « contact avec [ses] lecteurs », afin que soit déterminé « un moyen de comprendre ce que veulent les lecteurs, ce qu’ils aiment. ».